# Willy Rathnov
Kay Willy Rathnov f. Rasmussen (født 13. maj 1937 i Roskilde, død 29. august 1999 i Farum) var en dansk skuespiller.
Willy Rathnov, der oprindeligt bar navnet Kay Willy Rasmussen, tog i 1958 frivilligt tjeneste som soldat i FN's fredsbevarende styrke i Gaza for at tjene penge til at blive skuespiller. Samtidig med at han læste til skuespiller ved Det Kgl. Teaters elevskole 1959-62 hos Blanche Funch, havde han en ekspedientstilling på et værksted.
Han debuterede allerede på teatret i sin elevtid. På de københavnske scener, bl.a. Alléscenen, Ungdommens Teater, Comediehuset, Det Ny Scala og Bristol Teatret og på landsdelsscenerne fik han store roller i forestillinger som Søskende, Tolv vrede mænd, Hamlet, Skriget og Hedda Gabler.

## Gennembruddet
Rathnov fik sit egentlige gennembrud i 1964, hvor han spillede Billy i Ungdommens Teaters opførelse af Billy Løgneren. Han blev først kendt af det brede publikum for sin rolle som Egon i Huset på Christianshavn. Udover rollen som Egon har han også medvirket i f.eks. Onkel Joakims hemmelighed (også kendt som "Nyhavns glade gutter" hvor han spillede Rasmus), Pigen fra Egborg, Lang dags Rejse mod Nat og mange flere.
I en periode var Willy Rathnov medlem af byrådet i Farum Kommune valgt for Venstre.
Han ligger begravet på Bispebjerg Kirkegård.

## Film
| År   | Titel                                              | Rolle            | Noter |
| ---- | -------------------------------------------------- | ---------------- | ----- |
| 1960 | Frihedens pris                                     |                  |       |
| 1962 | Weekend                                            |                  |       |
| 1963 | Dronningens vagtmester                             |                  |       |
| 1964 | Mord for åbent tæppe                               |                  |       |
| 1964 | Fem mand og Rosa                                   | Conrad Conradsen |       |
| 1965 | Jensen længe leve                                  |                  |       |
| 1967 | Fup eller Fakta                                    |                  |       |
| 1967 | Nyhavns glade gutter - (Onkel Joakims hemmelighed) | Rasmus           |       |
| 1967 | Smukke Arne og Rosa                                |                  |       |
| 1968 | Soldaterkammerater på bjørnetjeneste               |                  |       |
| 1969 | Pigen fra Egborg                                   | John Søgaard     |       |
| 1969 | Sjov i gaden                                       |                  |       |
| 1969 | Der kom en soldat                                  |                  |       |
| 1970 | Ska' vi lege skjul?                                |                  |       |
| 1970 | Præriens skrappe drenge                            |                  |       |
| 1971 | Guld til præriens skrappe drenge                   |                  |       |
| 1971 | Ballade på Christianshavn                          | Egon Hansen      |       |
| 1971 | Olsen-banden i Jylland                             | gangsteren Ricco |       |
| 1972 | Rektor på sengekanten                              |                  |       |
| 1972 | Manden på Svanegården                              | Henrik           |       |
| 1972 | Nu går den på Dagmar                               |                  |       |
| 1973 | Romantik på sengekanten                            |                  |       |
| 1976 | Hopla på sengekanten                               |                  |       |
| 1976 | Den dobbelte mand                                  |                  |       |
| 1979 | Olsen-banden overgiver sig aldrig                  | direktør         |       |
| 1982 | Det parallelle lig                                 |                  |       |
| 1988 | Elvis Hansen - en samfundshjælper                  |                  |       |

## TV-serier
| År        | Titel                   | Rolle | Noter                                                                 |
| --------- | ----------------------- | ----- | --------------------------------------------------------------------- |
| 1970-1977 | Huset på Christianshavn | Egon  | Afsnit: 3 5 6 7 10 11 12 13 14 15 16 17 24 25 35 41 45 56 59 75 82 84 |
| 1970      | Smuglerne               |       | afsnit nr: 2 3 5 6                                                    |
| 1978      | Strandvaskeren          |       | afsnit nr: 1 2 3 4 5                                                  |
| 1998      | Kongeriget (tv-serie)   |       | afsnit nr: 3                                                          |